# Shōnen ninja kaze no Fujimaru
Shōnen ninja kaze no Fujimaru (少年忍者風のフジ丸?), conosciuto anche come Kid Samurai, è una serie TV anime giapponese prodotta dalla Toei Animation. I 65 episodi che la compongono sono andati in onda dal 7 giugno 1964 fino al 31 agosto 1965. Racconta la storia di un allievo di ninja che si trova a controllare il vento.
È stata ispirata da Kaze no Ishimaru, il manga di Sampei Shirato e fu animata, tra gli altri, da Hayao Miyazaki. L'anime è stato rinominato "Kaze no Fujimaru" per associarlo con il suo sponsor, Fujisawa Pharmaceuticals.

## Trama
La storia inizia quando Fujimaru era un bambino piccolo. Sua madre lo ha messo in una cesta mentre lei stava lavorando in campagna. Improvvisamente, il bambino è stato rapito da un'aquila, ma Sasuke, un samurai, recupera il bambino e lo prende con sé come un discepolo.
Fujimaru cresce fino a diventare un giovane uomo con la capacità di controllare il vento, imparando ninjutsu. Egli conosce due tecniche forti: 'moltiplicazione' (che gli permette di confondere i suoi nemici con la creazione di illusioni di se stesso) e 'foglie' (che lo aiuta a fuggire dietro un turbinio di vento).
Fujimaru ha due obiettivi: rivedere finalmente sua madre e trovare il 'Libro Ryuen', una pergamena scritta a mano che contiene grandi tecniche ninja ma assai pericolose. Principale nemico di Fujimaru è Japusai, un maestro delle tecniche di fuoco che è anch'egli alla ricerca della pergamena.
Alla fine, Fujimaru raggiunge entrambi gli obiettivi: ritrova la madre perduta e scopre la pergamena, ma decide di distruggerla perché sarebbe troppo pericolosa nelle mani di Japusai.

## Colonna sonora
Il tema di apertura, "Shōnen ninja kaze no Fujimaru", e il tema di chiusura, "Tatakai shōnen ninja", sono stati entrambi eseguiti dal Nishirokugō shōnen gasshōdan (西六郷少年 合唱団?). Originalmente gli episodi della serie si concludevano con la ripetizione della sigla iniziale; la sigla finale è stata aggiunta successivamente.

## Episodi
I 65 episodi sono stati trasmessi dal 7 giugno 1964 al 31 agosto 1965
| Nº | Giapponese 「Kanji」 - Rōmaji                                                 | In onda        | In onda |
| Nº | Giapponese 「Kanji」 - Rōmaji                                                 | Giapponese     |         |
| 1  | 「フジ丸参上」 - fuji maru sanjō                                              | 7 giugno 1964  |         |
| 2  | 「狼ケ原の決闘」 - ookami ke hara no kettō                                    | -              |         |
| 3  | 「風魔砦の対決」 - fūma toride no taiketsu                                    | -              |         |
| 4  | 「追跡者」 - tsuiseki mono                                                    | -              |         |
| 5  | 「謎の怪剣士」 - nazo no kai kenshi                                           | -              |         |
| 6  | 「亡霊の洞穴」 - bōrei no horaana                                             | -              |         |
| 7  | 「総集編」 - sōshūhen                                                         | -              |         |
| 8  | 「忍法木の葉がくれ」 - ninpō konoha gakure                                    | -              |         |
| 9  | 「水晶の谷」 - suishō no tani                                                 | -              |         |
| 10 | 「龍煙の謎」 - ryū kemuri no nazo                                             | -              |         |
| 11 | 「乱心法暗夜の術」 - ranshin hō anya no jutsu                                 | -              |         |
| 12 | 「地獄砦の忍者」 - jigoku toride no ninja                                     | -              |         |
| 13 | 「謎の女忍者」 - nazo no onna ninja                                           | -              |         |
| 14 | 「総集編」 - sōshūhen                                                         | -              |         |
| 15 | 「虫遁変化の術」 - mushi ton henka no jutsu                                   | -              |         |
| 16 | 「恐怖の風車手裏剣」 - kyōfu no fūsha shuriken                                | -              |         |
| 17 | 「忍法蛍火の術」 - ninpō hotaru hi no jutsu                                   | -              |         |
| 18 | 「吸血いもり沼」 - kyūketsu imori numa                                        | -              |         |
| 19 | 「伊賀流刃の竜」 - iga ryū ha no ryū                                          | -              |         |
| 20 | 「忍び凧の脱出」 - shinobi tako no dasshutsu                                  | -              |         |
| 21 | 「子の刻参上」 - ko no koku sanjō                                             | -              |         |
| 22 | 「死の絶壁」 - shino zeppeki                                                  | -              |         |
| 23 | 「死神小僧の挑戦」 - shinigami kozō no chōsen                                 | -              |         |
| 24 | 「総集編」 - sōshūhen                                                         | -              |         |
| 25 | 「忍法ぎやまん砦」 - ninpō giyaman toride                                     | -              |         |
| 26 | 「忍法顔とりの術」 - ninpō kao torino jutsu                                   | -              |         |
| 27 | 「忍法雷発の術」 - ninpō kaminari hatsu no jutsu                              | -              |         |
| 28 | 「煙の巻 大団円」 - kemuri no kan oodan'en                                    | -              |         |
| 29 | 「南蛮邪法変 謎の難破船」 - nanban ja hō hen nazo no nanpasen                 | -              |         |
| 30 | 「あばれ人ごま」 - abare nin goma                                             | -              |         |
| 31 | 「マシンガンの怪人」 - mashingan no kaijin                                    | -              |         |
| 32 | 「黒豹使いの罠」 - kuro hyō tsukai no wana                                    | -              |         |
| 33 | 「恐怖の黒魔術」 - kyōfu no kuromajutsu                                       | -              |         |
| 34 | 「まぼろし島の決斗」 - maboroshi shima no ketsu to                            | -              |         |
| 35 | 「忍盗羽黒族／怪盗三日月」 - nin tō haguro zoku / kaitō mikaduki              | -              |         |
| 36 | 「忍盗羽黒族／忍法稲妻隠れ」 - nin tō haguro zoku / ninpō inaduma kakure      | -              |         |
| 37 | 「忍盗羽黒族／水牢地獄」 - nin tō haguro zoku / mizu rō jigoku                | -              |         |
| 38 | 「忍盗羽黒族／処刑場襲撃」 - nin tō haguro zoku / shokei ba shūgeki           | -              |         |
| 39 | 「忍盗羽黒族／如月城の仇討」 - nin tō haguro zoku / kisaragi shiro no adauchi | -              |         |
| 40 | 「那智忍者館／隠し牢の少年」 - nachi ninja kan / kakushi rō no shōnen         | -              |         |
| 41 | 「那智忍者館／火炎の壁」 - nachi ninja kan / kaen no kabe                     | -              |         |
| 42 | 「那智忍者館／水底の忍者」 - nachi ninja kan / suitei no ninja                | -              |         |
| 43 | 「那智忍者館／月影の妖剣」 - nachi ninja kan / tsukikage no yō tsurugi        | -              |         |
| 44 | 「那智忍者館／秘薬の諜計」 - nachi ninja kan / hiyaku no chō kei              | -              |         |
| 45 | 「那智忍者館／枯れ滝の対決」 - nachi ninja kan / kare taki no taiketsu        | -              |         |
| 46 | 「秘宝大争忍／伊賀火炎陣」 - hihō dai sō nin / iga kaen jin                   | -              |         |
| 47 | 「秘宝大争忍／幻水噴流法」 - hihō dai sō nin / maboroshi mizu funryū hō       | -              |         |
| 48 | 「秘宝大争忍／疾風枯葉の術」 - hihō dai sō nin / hayate kareha no jutsu       | -              |         |
| 49 | 「秘宝大争忍／南蛮幻獣法」 - hihō dai sō nin / nanban genjū hō                | -              |         |
| 50 | 「秘宝大争忍／忍法反射鏡」 - hihō dai sō nin / ninpō hanshakyō                | -              |         |
| 51 | 「秘宝大争忍／甲賀鉄甲術」 - hihō dai sō nin / kōka tetsu kabuto jutsu        | -              |         |
| 52 | 「秘宝大争忍／忍法火炎竜」 - hihō dai sō nin / ninpō kaen ryū                 | -              |         |
| 53 | 「北條乱波党／妖鬼虚空刀」 - hōjō ran nami tō / yōki kyokū katana             | -              |         |
| 54 | 「北條乱波党／忍者幽鬼」 - hōjō ran nami tō / ninja yūki                      | -              |         |
| 55 | 「北條乱波党／影鬼と太助」 - hōjō ran nami tō / kage oni to tasuke            | -              |         |
| 56 | 「北條乱波党／副頭領幻鬼」 - hōjō ran nami tō / fuku tōryō maboroshi oni      | -              |         |
| 57 | 「北條乱波党／鹿島流秘太刀」 - hōjō ran nami tō / kashima ryū hi tachi        | -              |         |
| 58 | 「北條乱波党／風雲大阪城」 - hōjō ran nami tō / fūun oosakajō                 | -              |         |
| 59 | 「戦国悪商人／浪人払い」 - sengoku aku shōnin / rōnin harai                   | -              |         |
| 60 | 「戦国悪商人／刀狩り」 - sengoku aku shōnin / katana kari                     | -              |         |
| 61 | 「戦国悪商人／大砲騒動」 - sengoku aku shōnin / taihō sōdō                    | -              |         |
| 62 | 「戦国悪商人／暗殺者」 - sengoku aku shōnin / ansatsu mono                    | -              |         |
| 63 | 「戦国悪商人／悪の城」 - sengoku aku shōnin / aku no shiro                    | -              |         |
| 64 | 「戦国悪商人／忍者の陰謀」 - sengoku aku shōnin / ninja no inbō               | -              |         |
| 65 | 「戦国悪商人／南蛮寺の対決」 - sengoku aku shōnin / nanban tera no taiketsu   | 31 agosto 1965 |         |